# Skandináv túraautó-bajnokság
A Skandináv túraautó-bajnokság egy autóverseny-sorozat Skandináviában. A skandináv túraautó-bajnokság ami a svéd és dán túraautó-bajnokságot váltja, 2011-ben rendezik meg az első szezont. A skandináv túraautókupát 2010-ben ítélték oda a svéd és dán túraautó-bajnokság közös futamain legjobban teljesítő versenyzőnek, név szerint Robert Dahlgrennek.

## Bajnokok
| Szezon | Bajnokság                    | Pilóta          | Autó            | Csapat          |
| ------ | ---------------------------- | --------------- | --------------- | --------------- |
| 2010   | Skandináv Túraautókupa       | Robert Dahlgren | Volvo C30       | Polestar Racing |
| 2011   | Skandináv Túraautó-Bajnokság | Rickard Rydell  | Chevrolet Cruze | Biogas.se       |